# Колдер, Марникс
Марникс Колдер (нидерл. Marnix Kolder, род. 31 января 1981, Винсхотен, Нидерланды) — нидерландский футболист, нападающий.

## Клубная карьера
Колдер родился в городе Винсхотен, провинция Гронинген, и дебютировал в клубе из соседнего города Вендам. Став игроком основного состава, он сыграл 269 матчей и забил 75 голов за 9 лет. Затем он перешел в клуб Эредивизи «Гронинген», где сыграл 13 матчей высшей лиги и два матча квалификации Лиги Европы УЕФА. Дальше в карьере Марникса был клуб ВВВ из Венло. Он сыграл за него 23 матча и забил 4 гола, в итоге помог клубу стать чемпионом Эрстедивизи и попасть в высшую лигу. Однако, он был взят в аренду на год родным клубом «Вендам», а после соглашение было продлено еще за сезон. В итоге Колдер добавил к своему активу в «Вендаме» еще 58 матчей и 19 голов. 
В 2011 году Колдер переходит в «Гоу Эхед Иглз», где стал ключевым нападающим. В сезоне 2012/2013 его клуб выиграл плей-офф за попадание в Эредивизи: в итоге Колдер провёл в ней два полноценных сезона. Суммарно он провёл 123 матча и забил 39 голов, из них 59 матчей и 10 голов — в высшей лиге. Затем он стал свободным агентом и перешел бесплатно в «Эммен» на один сезон.
Тем временем его родной клуб, «Вендам», успел пережить банкротство и превратился в любительский. В 2016 году Колдер вернулся в состав перерожденного «Вендам 1894» в статусе легенды клуба. Он забил минимум 103 гола в период с 2016 по 2020 год. Закончил он карьеру в 2020 году в возрасте 39 лет там же, однако не исключил возможность возвращения.

## После футбола
Колдер параллельно с игрой в «Вендам 1894» учился на специалиста в области социальной педагогики. Также он периодически работает футбольным аналитиком в газете Dagblat van het Noorden.